# Antea Cement
ANTEA Cement Sh.a – albańskie przedsiębiorstwo przemysłowe specjalizujące się w produkcji cementu.
Przedsiębiorstwo jest spółką zależną greckiego producenta cementu Titan Cement. Decyzję o budowie cementowni w północnej Albanii ogłoszono w 2007 roku. Titan Cement poinformował wówczas, że planuje zainwestować 170 mln € w wytwórnię o docelowych zdolnościach produkcyjnych 1,5 mln ton cementu rocznie. Środki na sfinansowanie inwestycji zostały pozyskane z Europejskiego Banku Odbudowy i Rozwoju oraz Międzynarodowej Korporacji Finansowej, które objęły po 20% akcji w albańskiej spółce. 
Budowę rozpoczęto w lipcu 2008 po uzyskaniu praw do wydobycia surowców, zakończono w lutym 2010. Pierwszą partię klinkieru wyprodukowano w marcu 2010, choć oficjalna inauguracja działania wytwórni miała miejsce we wrześniu tego roku.  